# Rödeby AIF
Rödeby AIF - Blekinges blåvitt, är en fotbollsförening i Rödeby, Blekinge. Representationslaget spelade år 2015 i division 4 Blekinge. Rödeby Allmänna Idrottsförening (RAIF) bildades den 11 augusti 1932. Dess förste ordförande var Ernst Svensson. Till en början hyrde föreningen den så kallade Mossen på Rödebyholm, men ett par år senare arrenderades ett område om tre tunnland i Östra Rödeby, Åvallen. Huvudsporten var fotboll, men även friidrott och orientering fanns på programmet. Den 8 december 1940 beslöt Rödeby AIF och IF Trion att bilda en specialklubb för orientering, OK Dacke. Den nya klubben blev snart ett aktat namn och fick till och med en världsmästare, Kent Olsson. RAIF har också haft ett eget ishockeylag mellan 1955 och 1958 som brukade spela på Ällsjöns is om vintrarna. Många Dacke-medlemmar ägnade sig också åt längdskidåkning och har under åren placerat sig på hedrande platser i Vasaloppet, bland annat kan Rune Johansson och Linda Blomgren nämnas. OK Dacke gick 2015 upp i OK Vittus som sedan blev Karlskrona SOK.Klubbens publikrekord är 1548 åskådare (Raif - Kaif 2005)
Kända spelare fostrade i klubben är Tobias Grahn, Therese Lundin, Filip Varenhed, Eric Björkander och Roony Bardghji.
Åvallen är Rödeby AIF:s hemmaarena. Anläggningen innehåller naturgräsplaner, konstgräsplaner, samt två beach-fotbollsplaner.
Damfotbollslaget spelade i Sveriges högsta division 1978-1979.
Föreningen har också haft damhandbollslag som spelat i högsta serien. Klubben vann division 2 Södra för damer 1969-1970. Året efter kom man tvåa efter IFK Karlskrona i damserien. IFK Karlskrona blev därför Blekinges representation i nygrundade damallsvenskan 1971-1972. Några år senare bildade IFK Karlskronas lag  och Rödeby ett gemensamt lag som kom att heta Karlskronaflickorna/Rödeby AIF.
År 2025 skrev fotbollsspelaren Roony Bardghjis på för klubben FC Barcelona. Roony spelade sina ungdomsår hos Rödeby AIF.